# Rejs Vagabonda II przez Przejście Północno-Zachodnie
Zasugerowano, aby wydzielić z tego artykułu informacje nt. sekcji "Rys historyczny" do artykułu Przejście Północno-Zachodnie.  (dyskusja)

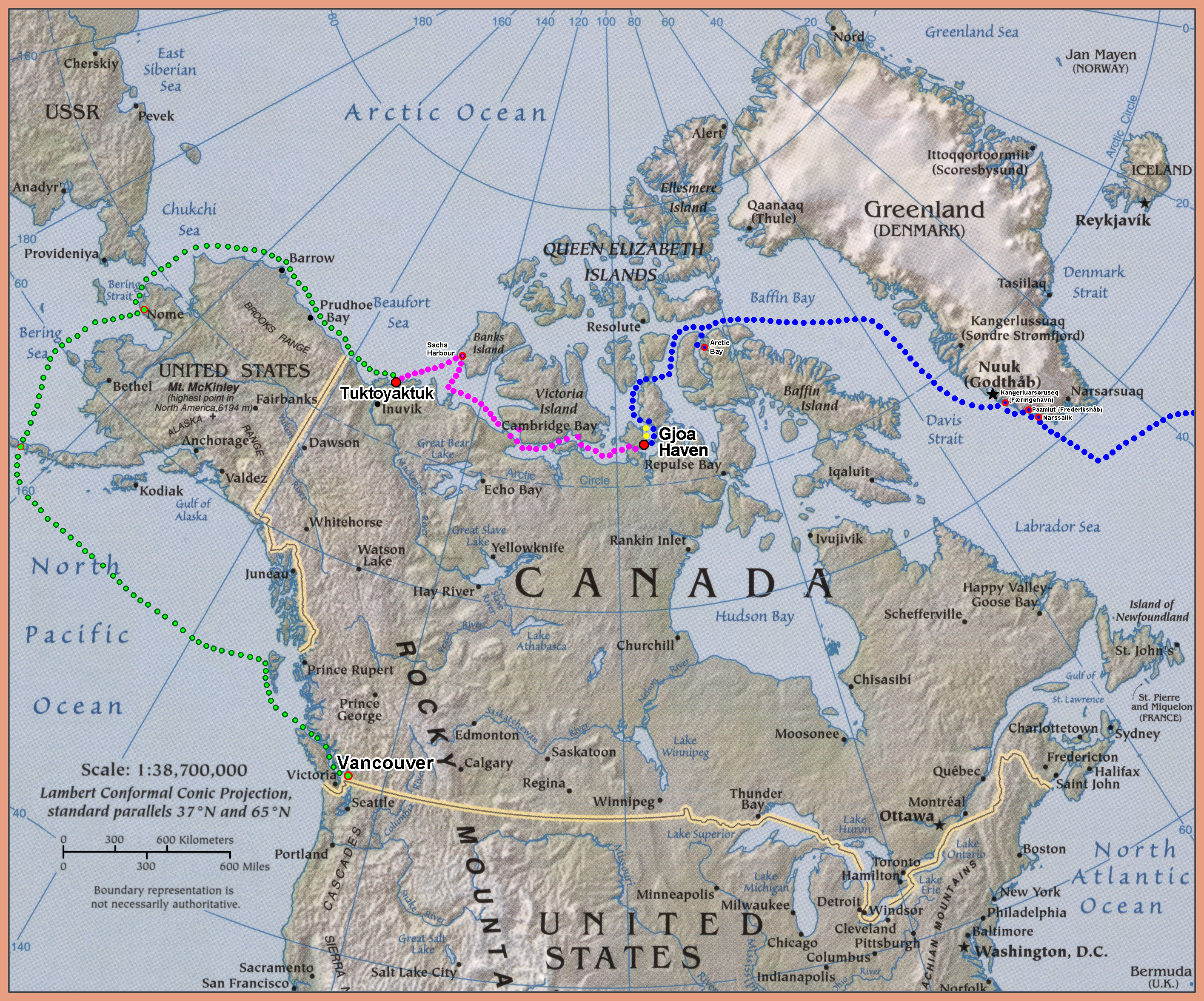
Archipelag Arktyczny i Przejście Północno-Zachodnie (Northwest Passage, Droga Północna)

Rejs Vagabonda II przez Przejście NW – rejs jachtu Vagabond II (fr. Vagabond’eux) pod banderami francuską i kanadyjską z polską załogą przez Przejście Północno-Zachodnie, wymieniany w wykazach Canadian Coast Guard jako 38. przepłynięcie tej trasy od czasu rejsu Amundsena (1903–1906), jedno z dwóch pierwszych przejść jachtem żaglowym, płynącym z zachodu na wschód. Rejs został uznany w Polsce za Rejs Roku 1988 (3 „Srebrne Sekstanty” dla uczestników).

## Rys historyczny
Przejście Północno-Zachodnie (Northwest Passage), wcześniej zwane Drogą Północną, to szlak wodny o długości ok. 2500 Mm, biegnący wzdłuż północnej krawędzi Ameryki Północnej, między Cieśniną Lancastera na wschodzie i Cieśniną Beringa na zachodzie (istnieje kilka możliwych tras między wyspami Archipelagu Arktycznego).
Był poszukiwany od XVI w. – mimo dużych trudności, związanych z zalodzeniem akwenu – jako potencjalnie najkrótszy szlak handlowy z Europy do krain Dalekiego Wschodu. Pierwsze pełne przejście miało miejsce dopiero w latach 1903–1906, gdy 47-tonowy kuter rybacki Roalda Amundsena (Gjøa) przepłynął z Atlantyku na Pacyfik (ze wschodu na zachód). Dokonano tego ponownie dopiero w czasie II wojny światowej – szkuner patrolowy Kanadyjskiej Policji Konnej (Św. Roch) pod dowództwem Henry’ego Larsena przebył tę trasę w obu kierunkach (w tym z Halifax w Nowej Szkocji do Vancouver w ciągu jednego sezonu). Po wojnie tym szlakiem przechodziły m.in. lodołamacze, obsługujące transport arktyczny, lub okręty (m.in. podwodne).
Pierwszy jacht przepłynął z Atlantyku na Pacyfik w roku 1977; był to holenderski kecz Willywaw, prowadzony przez Belga, Williama de Roosa. W następnym dziesięcioleciu (1977–1987) NWP przepłynęły ze wschodu na zachód 2 jachty: J.E.Bernier (Real Bouvier) i Mermaid (Kenichi Horie). Pierwszym polskim żeglarzem, który wyruszył na NW Passage (przed rejsem jachtu Willywaw), był kpt. Dariusz Bogucki. Prowadzony przez niego jacht (Gedania) władze kanadyjskie cofnęły z trasy; uzasadnieniem były względy formalne, jednak przypuszcza się, że przyczyny polityczne również odegrały rolę.
Wśród następców odkrywców Drogi Północnej (wyżej wspomnianych i innych) są wymieniani m.in. Keinichi Horie, Janusz Kurbiel, Eric Brossier, David Scott Cowper.

## Rejs Vagabonda II

### Janusz Kurbiel,Vagabond IIi załoga
Janusz Kurbiel, absolwent Politechniki Śląskiej (Wydział Górnictwa i Geologii), jest doświadczonym polskim żeglarzem arktycznym, mieszkającym we Francji. Doświadczenie żeglarskie zdobywał m.in. w Jacht Klubie AZS Szczecin. W roku 1984 rozpoczął organizację żeglarskiej wyprawy przez NW Passage śladem Henry Larsena, z zachodu na wschód, na swoim jachcie – Vagabond’eux (Vagabond II).
Jacht Vagabond’eux był specjalnie zaprojektowany do żeglugi polarnej – zgodnie z koncepcją Janusza Kurbiela – przez francuskiego konstruktora, Gilberta Caroffa. Został zbudowany w roku 1979 w stoczni Marcel Brument k. Paryża, jako stalowy kecz (długość całkowita 15 m, szerokość 4,2 m, zanurzenie 1,1–2,5 m, powierzchnia żagli 80/120 m², grubość blach dennych 10 mm, ciężar całkowity 16 t). W latach 1980–1983 J. Kurbiel odbył na nim rejsy arktyczne, m.in. do północnego bieguna magnetycznego. W roku 1984, w ramach przygotowań do przejścia Drogą Północną, jacht przebudowano na slup, montując w miejscu bezana metalową bramę do podnoszenia pontonu i mocowania anten, a na rufie – dodatkową platformę.
Do udziału w rejsie Janusz Kurbiel zaprosił Wojciecha Jacobsona i Ludomira Mączkę z AZS Szczecin. Aby wziąć udział w wyprawie na NW Passage dopłynęli oni w maju 1984 do Hawru z Gujany Francuskiej, która była jednym z etapów 11-letniego rejsu L. Mączki dookoła świata na s/y Maria. W drodze do Francji Mączka zamknął pętlę wokółziemską. W Hawr obaj żeglarze włączyli się do przygotowań (pozostawiając „Marię” na kei) – prac technicznych i rejsów próbnych wzdłuż francuskiego wybrzeża (łącznie 510 Mm).
W pierwszej fazie rejsu w załodze płynęła córka Wojciecha Jacobsona – Magda (studentka Politechniki Szczecińskiej). W dwóch odrębnych etapach udział brali studenci-jachtostopowicze: Timo Lehtinen z Finlandii i Erich Berger ze Szwajcarii. W arktycznej części rejsu uczestniczyli również: żona właściciela jachtu – Joelle (1985–1987) i Jerome del Santo (kanadyjski filmowiec, 1986–1987)

### Przebieg rejsu
| Etap           | Sezon | Miejsce                                  | Daty                                                            | Długość trasy Mm | Załoga                                                                    | Trasa |
| Etap wstępny   | –     | początek: Hawr koniec: Vancouver         | rozpoczęcie: 13 października 1984 zakończenie: 30 kwietnia 1985 | 12 520           | Wojciech Jacobson Ludomir Mączka Magda Jacobson oraz jachtostopowicze     | Kapitanem jachtu był W. Jacobson. Po postoju technicznym w Brest 1 listopada 1984 r. wypłynięto w rejs przez Gran Canarię, Antyle, Wenezuelę, Kanał Panamski i wybrzeża Meksyku i USA. Postoje w 18 miejscach |
| Rejs arktyczny | 1     | początek: Vancouver koniec: Tuktoyaktuk  | rozpoczęcie: 12 maja 1985 zakończenie: 24 września 1985         | 4 100            | Janusz i Joelle Kurbiel Wojciech Jacobson Ludomir Mączka                  | Kapitanem jachtu był J. Kurbiel. Po przepłynięciu przez akwen Kolumbii Brytyjskiej i północny Pacyfik dotarto do Dutch Harbour. Cieśninę Beringa i koło polarne jacht przekroczył 18 lipca, docierając do pól lodowych północnego wybrzeża Alaski. Tu zatrzymywano się w osłoniętych lagunach przybrzeżnych, w Point Barrow, Prudoe Bay, osadzie Kaktovik (Barter Island) i koło osady eskimoskiej Tuktoyaktuk, przy ujściu rzeki Mackenzie. Postoje: 25 portów i kotwicowisk |
| Rejs arktyczny | 2     | początek: Tuktoyaktuk koniec: Gjoa Haven | rozpoczęcie: 16 czerwca 1986 zakończenie: 3 października 1986   | 1 850            | Janusz i Joelle Kurbiel Wojciech Jacobson Ludomir Mączka Jerome del Santo | Przygotowanie jachtu do wypłynięcia (L. Mączka i W. Jacobson) trwało od połowy czerwca. J.J. Kurbielowie i J. del Santodo przybyli 8 lipca, a start nastąpił 27 lipca. Przebyto w znacznym stopniu zalodzony akwen kanadyjskiej Arktyki (Zatoka Amundsena, Zatoka Koronacyjna, Zatoka Królowej Maud) zakończony na kotwicowisku przy osadzie eskimoskiej Gjoa Haven (Wyspa Króla Williama). Dalszą żeglugę uniemożliwiła bariera lodowa. Jacht wyciągnięto na stromy brzeg wyspy, gdzie pozostał do następnego sezonu. Postoje: 21 kotwicowisk i portów arktycznych |
| Rejs arktyczny | 3     | początek: Gjoa Haven koniec: Gjoa Haven  | rozpoczęcie: 1 lipca 1987 zakończenie: 30 września 1987         | 300              | Janusz i Joelle Kurbiel Wojciech Jacobson Ludomir Mączka Jerome del Santo | L. Mączka i W. Jacobson przygotowywali jachtod 1 lipca. J.J. Kurbielowie przybyli 20 sierpnia, a J. del Santo – 24 sierpnia. Wypłynięto z zatoki Gjoa Haven 25 sierpnia. Odwiedzono osady Inuitów w Spence Bay oraz kotwicowiska Pasley Bay i Matty Island. Próby dalszej żeglugi były nieudane – podjęto decyzję powrotu do Gjoa Haven, na kolejne zimowanie. Jacht został ponownie wyciągnięty na ląd. Postoje: 4 miejsca |
| Rejs arktyczny | 4     | początek: Gjoa Haven koniec: Brest       | rozpoczęcie: 15 lipca 1988 zakończenie: 16 października 1988    | 4 190            | Wojciech Jacobson Ludomir Mączka                                          | Jacht przygotowali i prowadzili L. Mączka i W. Jacobson. Kurbielowie testowali w tym czasie w warunkach polarnych nowy jacht – Vagabond’eur (Vagabond III, Tupperware). Po miesięcznych przygotowaniach jachtu wypłynęli 15 sierpnia 1988; 24 sierpnia warunki lodowe umożliwiły przejście cieśniną Bellota do cieśniny Księcia Regenta (atlantycka strona działu wód). Tu Vagbond II spotkał Vagabonda III, którym J. Kurbiel zmierzał ze wschodu w kierunku Gjoa Haven, planując wspólne przejście obu jachtów przez ostatni odcinek Przejścia Północno-Zachodniego (uniemożliwiła to sytuacja lodowa). Na dalszej trasie znajdowały się: cieśniny Lancaster, Admiralty Inlet, osada Inuitów w Arctic Bay, cieśniny Baffina i Davisa, porty Farringehavn i Paamiut (Frederikshab). W czasie rejsu z Grenlandii do Europy Vagbond II napotkał sztorm tropikalny Helene (huragan powyżej 12 B); fale trzykrotnie położyły jacht masztem pod wodę – stracił m.in. anteny masztowe i radar. Dotarł do Brestu pokonując poważne trudności. Postoje: 8 portów i kotwicowisk |

Wyspa Króla Williama
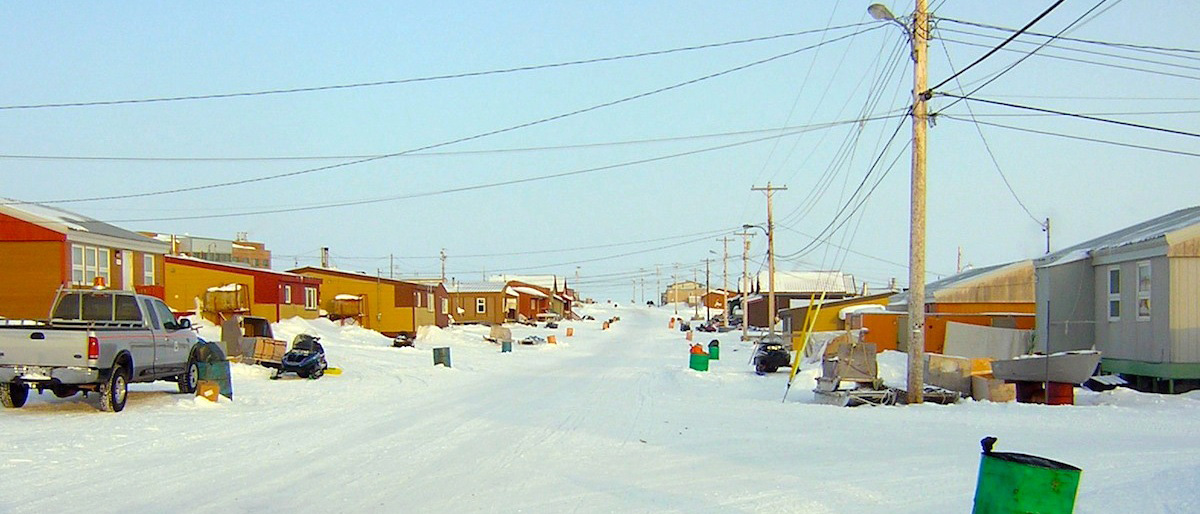
Główna ulica w Gjoa Haven na Wyspie Króla Williama
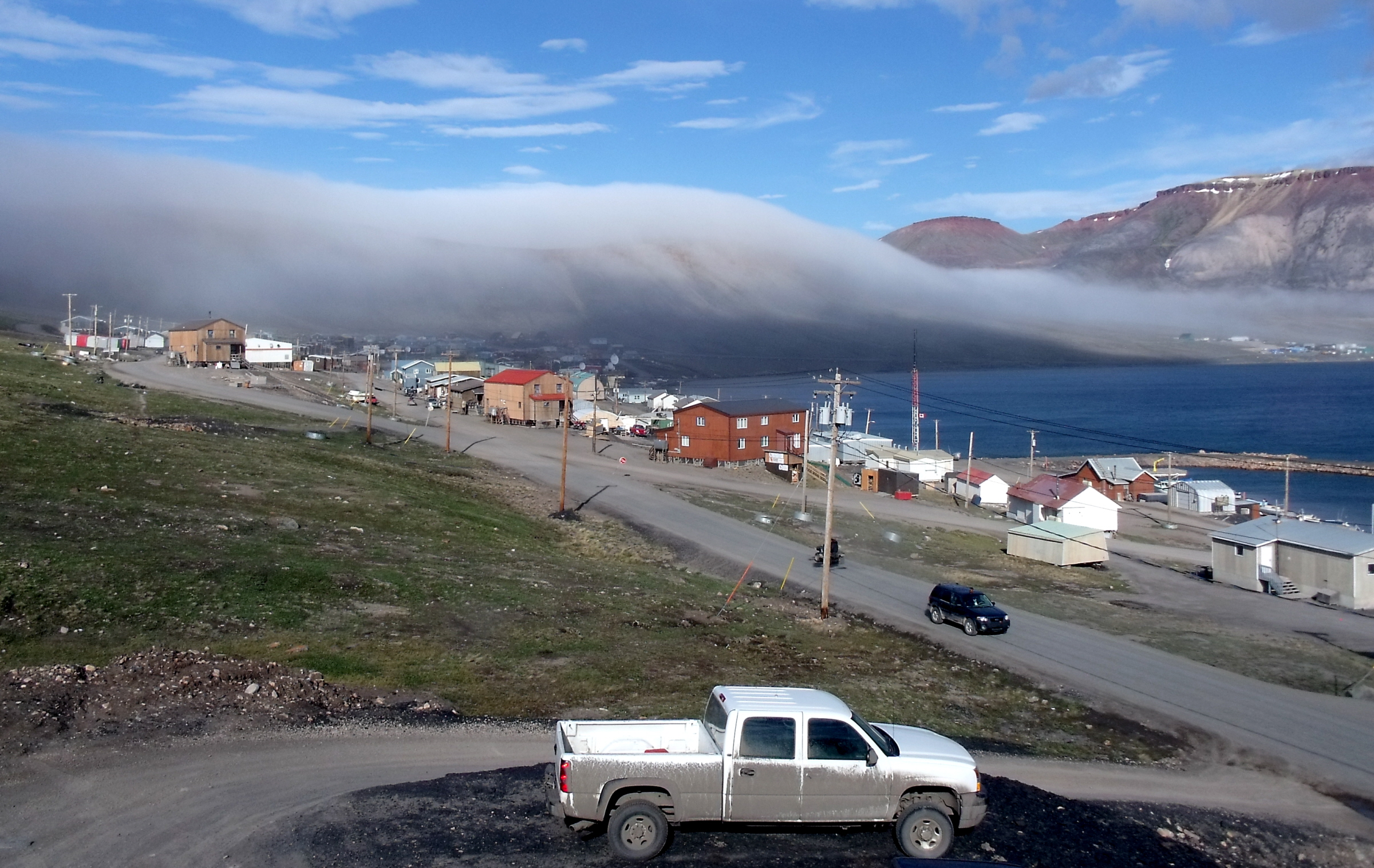
Mgła nad Arctic Bay

Rejs Vagabond’eux z Europy do Europy przez Przejście Północno-Zachodnie był jednocześnie okrążeniem kontynentu północnoamerykańskiego (rejsem wokół Ameryki Północnej).

## Wyróżnienia
Żeglarskie przejście Drogą Północną było nagrodzane przez jury konkursu Rejs Roku – Srebrny Sekstant:
- rejs od Hawr do Vancouver uznano za Rejs Roku 1985 (Srebrny Sekstant Wojciecha Jacobsona),
- w roku 1988 Srebrne Sekstanty za pierwsze pokonanie arktycznego Przejścia Północno-Zachodniego z zachodu na wschód na s/y „Vagabond” otrzymali: kpt. Wojciech Jacobson, kpt. Janusz Kurbiel i kpt. Ludomir Mączka.